# Jan-Krzysztof Duda
Jan-Krzysztof Dudaⓘ (ur. 26 kwietnia 1998 w Krakowie) – polski szachista, arcymistrz od 2013 roku. Zwycięzca Pucharu Świata FIDE w 2021 roku.

## Kariera szachowa

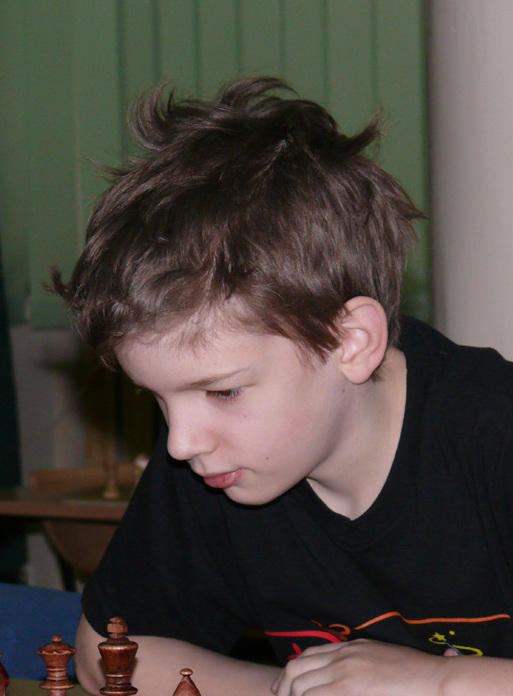
Jan-Krzysztof Duda, Kraków 2009

W szachy gra od 5. roku życia. W niedługim czasie zaczął odnosić znaczące sukcesy na arenie krajowej oraz międzynarodowej. W 2005 roku zdobył w Kołobrzegu Puchar Polski juniorów do 8 lat. Na liście rankingowej FIDE zadebiutował 1 października 2006 roku. W tym samym roku zdobył w Kołobrzegu brązowy medal mistrzostw Polski juniorów do 10 lat, w latach 2007 i 2008 (w obu przypadkach w Ustroniu) sięgając w tej kategorii po tytuły mistrzowskie. W 2009 roku zdobył tytuł mistrza kraju, zwyciężając w Łebie w kategorii do 12 lat, natomiast w 2012 roku w Solinie kolejny – w kategorii do 18 lat.
Łącznie zdobył kilkadziesiąt medali w rozgrywkach z cyklu mistrzostw Polski (zarówno w szachach klasycznych, jak i szybkich oraz błyskawicznych) w różnych kategoriach wiekowych.
W 2005 roku zdobył w Sebnitz tytuł międzynarodowego mistrza Niemiec do 8 lat. W 2008 roku zdobył w Vung Tau tytuł mistrza świata do 10 lat. Kolejny międzynarodowy sukces odniósł w 2009 roku w Antalyi, gdzie zdobył tytuł wicemistrza świata do lat 12. W tym samym roku zajął II m. (za Mateuszem Kuziołą) w memoriale Józefa Dominika w Dobczycach. W 2010 roku, podczas rozgrywanych w Chotowej mistrzostw świata juniorów do 20 lat, odniósł pierwsze w karierze zwycięstwo nad arcymistrzem, którym był Wouter Spoelman. W tym samym roku zdobył w Porto Carras brązowy medal mistrzostw świata juniorów do 12 lat. W 2011 roku podzielił II m. (za Vidmantasen Mališauskasem, wspólnie z Aleksandrem Miśtą i Arkadiuszem Leniartem) w międzynarodowym turnieju w Ostródzie. W tym samym roku zdobył w Albenie tytuł wicemistrza Europy do 14 lat. W 2012 roku podzielił I m. (wspólnie z Janem Krejčím) w Ołomuńcu, wypełniając pierwszą arcymistrzowską normę, natomiast w Pradze zdobył złoty medal mistrzostw Europy juniorów do 14 lat. W marcu 2013 roku zwyciężył w cyklicznym turnieju First Saturday w Budapeszcie, wypełniając drugą normę arcymistrzowską. Zadebiutował również w finale indywidualnych mistrzostw Polski, zajmując w Chorzowie 10. miejsce. Trzecią normę arcymistrzowską wypełnił w 2013 podczas rozegranych w Legnicy mistrzostw Europy. W tym samym roku zdobył w Mariborze złoty medal drużynowych mistrzostw Europy juniorów do 18 lat. W 2013 roku wystąpił w rozegranym w Tromsø turnieju o Puchar Świata, w I rundzie przegrywając z Wasylem Iwanczukiem oraz zajął VIII m. w mistrzostwach świata juniorów do 20 lat, rozegranych w Kocaeli. W 2014 zdobył w Warszawie brązowy medal indywidualnych mistrzostw Polski mężczyzn oraz zajął IV m. w mistrzostwach świata juniorów do 20 lat w Pune, natomiast we Wrocławiu zdobył srebrny medal mistrzostw Europy w szachach błyskawicznych oraz złoty – mistrzostw Europy w szachach szybkich.
Reprezentował Polskę w turniejach drużynowych, m.in.: czterokrotnie na olimpiadach szachowych (w latach 2014, 2016, 2018, 2022),  na drużynowych mistrzostwach Europy (w roku 2013) i  na drużynowych mistrzostwach Europy juniorów do 18 lat (w roku 2013), zdobywając wspólnie z drużyną złoty medal.
Pierwszym trenerem Jana-Krzysztofa Dudy był Andrzej Irlik, kolejnym – Leszek Ostrowski. Współpracował również z Kamilem Mitoniem i Jerzym Kostro.
1 lipca 2017 roku został pierwszym polskim juniorem, który przekroczył barierę 2700 punktów. Najwyższy ranking w swojej dotychczasowej karierze osiągnął w grudniu 2021 roku, a z wynikiem 2760 punktów zajmował 1. miejsce wśród polskich szachistów, 13. miejsce na światowej liście Międzynarodowej Federacji Szachowej i 2. miejsce na tej liście pośród juniorów.
30 grudnia 2018 roku Duda został wicemistrzem świata w szachach błyskawicznych w turnieju World Blitz Chess Championship, rozegranym w Sankt Petersburgu, przegrywając o pół punktu z Magnusem Carlsenem.
Jest najwyżej kiedykolwiek sklasyfikowanym Polakiem w światowym rankingu FIDE we wszystkich kategoriach:
Jako jedyny z polskich szachistów przekroczył barierę 2800 punktów ELO (styczeń 2019: w kategorii blitz osiągnął 2818 ELO, lipiec 2022: w kategorii rapid 2808 ELO).
W popularnym międzynarodowym turnieju rozgrywanym poprzez internet – Speed Chess Championship – osiągnął półfinał w 2018 roku, przegrywając z arcymistrzem Wesleyem So. W 2019 roku doszedł do ćwierćfinału, gdzie przegrał nieznacznie z jednym z najlepszych w historii graczy w tej dyscyplinie, arcymistrzem Hikaru Nakamurą, w 2020 dotarł do ćwierćfinału, gdzie przegrał z arcymistrzem Wesleyem So. 20 maja 2020 roku podczas turnieju Lindores Abbey Rapid Challenge pokonał Magnusa Carlsena w szachach szybkich. 10 października 2020 roku podczas turnieju Altibox Norway Chess w Stavanger wygrał z mistrzem świata Magnusem Carlsenem, przerywając jego serię 125 partii klasycznych bez porażki.
W rozgrywkach przez internet gra pod pseudonimem „Polish_fighter3000”.
W 2016 roku prezydent Polski Andrzej Duda odznaczył go Srebrnym Krzyżem Zasługi za „wybitne osiągnięcia sportowe w 2016 roku oraz popularyzację dyscypliny”. W 2021 został odznaczony Złotym Krzyżem Zasługi.
1 maja 2021 roku wygrał turniej w szachach błyskawicznych rozgrywany w Chinach.
5 sierpnia 2021 roku jako pierwszy Polak w historii wygrał finał Pucharu Świata FIDE, pokonując Siergieja Karjakina. Dwa dni wcześniej pokonał w półfinale mistrza świata Magnusa Carlsena, zapewniając sobie udział w turnieju pretendentów w 2022 roku.
17 grudnia 2021 został mistrzem Europy w szachach błyskawicznych. 28 grudnia 2021 roku zajął 5. miejsce w rozgrywanych w Warszawie mistrzostwach świata w szachach szybkich, natomiast dwa dni później ponownie został wicemistrzem świata w szachach błyskawicznych.
28 kwietnia 2022 zajął pierwsze miejsce w turnieju Oslo Esports Cup.
23 maja 2022 wygrał turniej szachów szybkich i błyskawicznych Superbet Rapid & Blitz Poland 2022.
4 lipca 2022 ukończył Turniej Pretendentów w Madrycie na siódmym miejscu.
13 sierpnia 2023 przegrał rewanżową partię z Amerykaninem Fabiano Caruaną 1/8 finału Pucharu Świata w szachach i odpadł z turnieju rozgrywanego w Baku. Partia zakończyła się wygraną Caruany po 42 posunięciach.
31 grudnia 2024 roku zdobył brązowy medal Mistrzostw Świata w Szachach Błyskawicznych w Nowym Jorku. W ćwierćfinale pokonał Fabiano Caruanę, a w półfinale przegrał z Magnusem Carlsenem. 